# Igreja Matriz de Condeixa-a-Velha
A Igreja Matriz de Condeixa-a-Velha, também referida como Igreja Paroquial de Condeixa-a-Velha e Igreja de São Pedro, localiza-se em Condeixa-a-Velha, na atual freguesia de Condeixa-a-Velha e Condeixa-a-Nova, no Município de Condeixa-a-Nova, no Distrito de Coimbra, em Portugal.

## História
Este templo é considerado um dos mais antigos do país. Sob a invocação de São Pedro, já em 1227 era paroquial. Sob o reinado de Sancho II de Portugal (1223-1248), era muito rendosa, sendo mesmo uma das seis que dava mais proventos à Diocese de Coimbra.
Nele se encontra sepultado João Afonso de Morais Botelho, falecido em 1457, que foi um fiel amigo do infante D. Pedro e seu companheiro na batalha de Alfarrobeira (1449).
Foi reconstruída no século XVI.
Posteriormente, no contexto da Guerra Peninsular foi saqueada e danificada pelas tropas napoleónicas, sob o comando de André Masséna, vindo a ser restaurada posteriormente.

## Características
A curta distância das ruínas de Conímbriga, este templo apresenta fachada e capelas laterais com traços no estilo manuelino. Externamente destacam-se os portais e, internamente, a capela-mor e os painéis de azulejos decorativos.